# Rollenspielverein
Rollenspielvereine sind Zusammenschlüsse von Personen, die gemeinsam ihrem Hobby, dem Rollenspiel nachgehen. Man kann zwischen zwei Hauptformen unterscheiden, den Spielgruppen und den eingetragenen Vereinen.

## Spielgruppen
Spielgruppen sind meist Vereinigungen von vier bis zehn Personen. Spielrunden sind keine eingetragenen Vereine und haben meist keine besondere Organisationsstruktur. In der Regel handelt es sich dabei um Personen aus dem Bekanntenkreis, die sich gelegentlich treffen, um Rollenspiele zu spielen. Spielgruppen haben keinen offiziellen Charakter, allerdings gibt es mittlerweile viele Spielrunden, die über zum Teil hervorragende Internetseiten verfügen.

## Eingetragene Rollenspielvereine (e.V.)
Spielgruppen und -runden, die über einen längeren Zeitraum zusammen agieren gehen gelegentlich in einen Verein über. Dies ist immer dann der Fall, wenn mindestens sieben volljährige Personen beschließen, ihrer Spielgruppe einen offiziellen Charakter zu geben und aus dem Nischendasein heraustreten wollen, um eine breitere Öffentlichkeit anzusprechen. In der Regel geschieht dies aus zwei Gründen: Entweder möchte die Spielrunde effizienter um Mitglieder werben um eine breitere Palette von Spielen anbieten zu können und/oder die Mitglieder der Spielrunde möchten ihrem Hobby noch eine gesellschaftliche Komponente hinzufügen. Solche Vereine sind dann zudem häufig auch in der Jugendarbeit tätig und benutzen das Rollenspiel als Mittel für diese.
Ein weiterer Grund ist die Möglichkeit, Jugendfreizeitheime in öffentlicher Trägerschaft als Veranstaltungsort zu nutzen, da diese nicht ihre Räume für private Personen zur Verfügung stellen.

### Charakteristika von eingetragenen Rollenspielvereinen
- Rollenspielvereine haben (zumindest bei ihrer Gründung) immer mindestens sieben volljährige Mitglieder
- Rollenspielvereine geben sich selber eine Satzung (und optional auch weitere Regularien, wie zum Beispiel eine Beitrags- oder Geschäftsordnung), die das Leben innerhalb des Vereins regelt.
- Die Gründung des Vereins muss notariell beglaubigt werden und beim zuständigen Amtsgericht eingetragen werden.
- Solche Vereine führen in der Regel den Zusatz „e.V.“ oder sind berechtigt ihn zu führen.
- Ein eingetragener Rollenspielverein besitzt einen Vorstand nach § 26 BGB, der aus mindestens drei Personen besteht. Wie groß der Vorstand im Einzelnen ist, bleibt dem Verein selbst überlassen, lediglich die Mindestzahl der Vorstandsmitglieder ist gesetzlich geregelt.
- Der Verein muss in regelmäßigen Abständen Mitgliederversammlungen abhalten, in denen Beschlüsse gefasst werden und Ämter innerhalb des Vereins besetzt werden. Der Vorstand muss auf diesen Versammlungen den Mitgliedern einen Rechenschaftsbericht vorlegen. Diese Versammlungen sind zu protokollieren. Dies ist Aufgabe eines Schrift- oder Protokollführers, der oftmals auch Vorstandsmitglied ist.

### Möglichkeiten von eingetragenen Rollenspielvereinen
Der Zusammenschluss einer Spielgruppe zu einem eingetragenen Verein eröffnet viele Möglichkeiten. Der Verein kann nun offiziell tätig werden und als Organisation mit seriösem Charakter auftreten. Es gibt bessere Werbemöglichkeiten für Veranstaltungen und Projekte, es können öffentliche Zuschüsse beantragt werden und der Verein kann mit Firmen und Verbänden zusammenarbeiten oder den Schulterschluss mit Jugendämtern suchen, um in die Jugendarbeit einzutreten.
Ein Rollenspielverein, der in die Jugendarbeit einsteigt, kann unter anderem den Status eines „gemeinnützigen Vereins“ oder den eines „freien Trägers in der Jugendhilfe“ erlangen, wenn die Voraussetzungen hierfür stimmen.

### Rollenspielvereine in der Jugendarbeit
Eine nicht unerhebliche Anzahl von Rollenspielvereinen hat in Deutschland den Status der „Gemeinnützigkeit“ erlangt. Diesen Status kann der Verein erlangen, wenn er nicht in erster Linie selbstwirtschaftliche Zwecke verfolgt und seine Arbeit zum Beispiel auf die „Förderung kultureller Betätigungen, die in erster Linie der Freizeitgestaltung dienen“ ausgerichtet ist.
Der nächste Schritt eines solchen Vereins kann dann ein Antrag auf Anerkennung als „freier Träger in der Jugendhilfe“ nach § 75 SGB VIII stellen. Ist der Antrag qualifiziert begründet, kann dieser nach Ermessen der zuständigen Behörde genehmigt werden. Mit Erlangung eines solchen Status kann ein (Rollenspiel-)Verein nun verstärkt in die Jugendarbeit einsteigen.
Die wichtige Aspekte der pädagogischen Arbeit solcher Vereine ist die Förderung von Antizipation, Empathie, Entscheidungsfähigkeit und Verantwortungsbewusstsein, Kommunikations- und Medienkompetenz, Kreativität, Selbstbestimmung, Situationsbewusstsein und Kooperationsfähigkeit der jugendlichen Mitglieder.
Hierdurch werden indirekt auch Gemeinschaftsgefühl, Kameradschaftlichkeit, Teamgeist und Zivilcourage der Spieler gefördert.
Beim Spielen unter fachlicher Aufsicht werden die Grenzen zwischen der (meist persistenten) Spielwelt und der Realität deutlich aufgezeigt. Neben der Stärkung der Phantasie und Kognition der Spieler werden so auch Konsequenzen des eigenen Handelns aufgezeigt.
Im Idealfall erweitert der Mitspieler in der Gemeinschaft einer Spielrunde seine Sozialkompetenzen. Im Spiel wird aufeinander zugegangen und miteinander wird nach Problemlösungsstrategien gesucht, welche dann gemeinsam umgesetzt werden. Um diese Ziele zusammen erreichen zu können, ist eine adäquate Regelakzeptanz mit einem entsprechenden Regelverständnis unabdingbar.
Es sind für jeden Einzelnen Eigenverantwortlichkeit, Rücksichtnahme und Disziplin erforderlich, damit man sich in der Gemeinschaft der Spielrunde zurechtfinden kann. Jeder ist für das positive Gelingen eines Spielabends mitverantwortlich, wodurch die Gewissenhaftigkeit des Spielers gesteigert werden kann.
Die Spielrunden in solchen Vereinen finden meist regelmäßig statt, was den Mitgliedern die Kontinuität abverlangt, eigenverantwortlich an den Spielrunden teilzunehmen.
Den Jugendlichen wird aufgezeigt, dass es wichtig ist zuverlässig zu sein, da es dem Rest der Gruppe schwerfällt, eine geplante Spielrunde stattfinden zu lassen, wenn Mitglieder unangekündigt fehlen, sich unnötig verspäten oder sonstige Vereinbarungen nicht einhalten.
Da beim Spiel jeder der Beteiligten relativ schnell positive Erfolgserlebnisse hat, stärkt es das Selbstwertgefühl des Spielenden und das Vertrauen in eigene Entscheidungen und die Gruppe. Genauso, wie das Spielen Selbstwertgefühl vermittelt, lernt der Spielende auch mit Niederlagen und Frustration umzugehen.
Er lernt – auch in der Gruppe – schwierige Situationen zu meistern und die eigenen Grenzen zu erfahren. Introvertierte Personen können darin bestärkt werden, auch einmal extravertiert zu handeln und extravertierte Personen werden dazu angehalten, sich – wo nötig – passiver zu verhalten, um Andere zum Zug kommen zu lassen. Spieler, die zu einem gewissen Maß neurotizistisch veranlagt sind, können spielerisch lernen, mit Nervosität, Stress und Ängsten besser umzugehen. Das Spiel fördert die Offenheit für neue Erfahrungen und erleichtert durch den stetig fortgesetzten Lernprozess den Umgang mit ihnen.
Die aktiven Mitglieder eines Rollenspielvereins sind an der Gestaltung und Durchführung der Spielabende und sonstigen Veranstaltungen des Vereins oft in gleichem Maße beteiligt, wobei sich die Möglichkeit ergeben kann, die im Spiel gemachten Erfahrungen bezüglich der Gruppenprozesse auf reale Situationen zu übertragen. Dadurch erlernen sie nicht zuletzt auch altruistische Verhaltensweisen.
Die Angebote von vielen Rollenspielvereinen beinhalten unter anderem den gegenseitigen Austausch (Erzählen, Vorlesen, Erleben von Geschichten) untereinander, kreative Tätigkeiten wie Zeichnen, Malen und Basteln (zum Beispiel von Miniaturen und Modellen), Ausdrucksmöglichkeiten (bei Rollenspielen und freien Spielen) und nicht zuletzt auch soziale und kulturelle Aktivitäten (Feste, Veranstaltungen, gesellschaftliche Ereignisse), wie man sie
auch von anderen Vereinen kennt.